# Attiches
Attiches település Franciaországban, Nord megyében. Lakosainak száma 2241 fő (2022. január 1.). Attiches Avelin, Seclin, Thumeries, Tourmignies, Mons-en-Pévèle, La Neuville és Phalempin községekkel határos.

## Népesség
A település népességének változása:
| Lakosok száma | 2259 | 2260 | 2300 | 2275 | 2263 | 2261 | 2234 | 2238 | 2241 |
|               | 2013 | 2015 | 2016 | 2017 | 2018 | 2019 | 2020 | 2021 | 2022 |